# アンナ・ニーグル
アンナ・ニーグル（Dame Anna Neagle DBE、 1904年10月20日 - 1986年6月3日）はイギリスの女優および歌手。

## 略歴
商船の船長の父ハーバート・ロバートソンと母フローレンス・ニーグルの間に生まれる。1917年にダンサーとしてキャリアをスタート。1931年からはウエスト・エンドの舞台に立ち、大成功を収める。映画界でも活躍し、1952年に大英帝国勲章（CBE）を授与された。1969年には「DBE」に格上げされている。

## 主な出演映画作品
- 蒼い幻想 Goodnight, Vienna （1932）
- 薔薇のワルツ Bitter Sweet （1933）
- ノー・ノー・ナネット No, No, Nanette (1940)
- 大空に散る恋 I Live in Grosvenor Square （1945）
- 悲愁 Piccadilly Incident （1946）